# Big Creek (vattendrag i Belize, Belize, lat 17,20, long -88,41)
Big Creek är ett vattendrag i Belize.   Det ligger i distriktet Belize, i den centrala delen av landet, 40 kilometer öster om huvudstaden Belmopan.
I omgivningarna runt Big Creek växer i huvudsak städsegrön lövskog. Runt Big Creek är det glesbefolkat, med 15 invånare per kvadratkilometer.